# Li He
Li He (李賀, c. 790-791 – c. 816 - 817) foi um poeta chinês da dinastia Tang. Seu nome de cortesia foi Changji, sendo também conhecido como Guicai e Shigui.
Seu nome, homófono ao do imperador, impediu-o de realizar os exames imperiais, devido ao tabu de nomeação. Faleceu jovem e era conhecido por sua aparência doentia.
Ele era um poeta diligente, saindo em viagens durante o dia e, quando uma linha de poesia lhe acometia a mente, anotava-a e completava os poemas ao chegar em casa à noite. Suas obras exploraram temas fantasmagóricos, sobrenaturais e fantásticos.
Sua popularidade e presença no cânone literário chinês variaram ao longo dos séculos. Seu estilo idiossincrático de poesia foi frequentemente imitado na China até a dinastia Qing. Durante esta época, a popularidade de sua poesia sofreu de uma mudança nos gostos literários, com suas obras sendo notavelmente excluídas da influente antologia Trezentos Poemas Tang, até que que houve um renascimento do interesse por ele no século XX. Ele estava entre os poetas Tang mais admirados por Mao Tsé-Tung.

## Nomes
Seu nome de cortesia era Changji, sendo também conhecido por uma combinação do seu sobrenome e nome de cortesia, Li Changji.
Ele também era conhecido como Guicai (鬼才, "talento diabólico") em contraste de seu estilo poético mórbido com Tiancai (天才 "talento celestial") de Li Bai e Rencai (人才 "talento humanístico") de Bai Juyi. Este título lhe foi dado pelo estudioso Song Qian Yi em seu trabalho Nanbu Xinshu.
Ele também foi apelidado de "Diabo da Poesia" (詩鬼), enquanto Li Bai foi chamado de "Imortal da Poesia" (詩仙) e Du Fu o "Sábio da Poesia" (詩聖).

## Biografia

### Primeiros anos
Sua família era de descendência real distante (da família Li, que era a família dinástica governante da Dinastia Tang), mas a fortuna de seu ramo havia diminuído no início e, na época de Li He, já estava em baixa posição social. Ambas as histórias do estado Tang se referem a ele como um "descendente de Zheng Wang", mas há controvérsias quanto à identidade de Zheng Wang. A teoria com mais apoio entre os estudiosos é que se refere a Zheng Xiao Wang Liang, um tio de Li Yuan, o primeiro imperador Tang; outra teoria é que se refere ao décimo terceiro filho de Li Yuan, Zheng Wang Yuan Yi.
Ele nasceu em 790 ou 791. Parece provável que ele tenha nascido no ano do Cavalo, já que cerca de 23 de seus poemas sobreviventes usam o cavalo como símbolo do poeta. Natural de Fuchang (a oeste da atual Yiyang, província de Henan), começou a compor poesia aos sete anos de idade e por volta dos 15 já era comparado ao mestre yuefu Li Yi.

### Carreira política
Aos 20 anos, Li tentou fazer o Exame Imperial, mas foi impedido por causa de um tabu de nomeação: o primeiro caractere (晉, jin) do nome de batismo de seu pai (晉肅, Jinsu) era homófono ao primeiro caractere. (進) de Jinshi (進士), o nome do grau que lhe teria sido conferido se tivesse passado. Especula-se que este foi um pretexto inventado por rivais, que tinham inveja de sua habilidade poética, para impedi-lo de prestar o exame.

### Doença e morte
Ele é descrito como tendo uma aparência muito doentia: Era supostamente muito magro, tinha uma monocelha e longas unhas. Li He morreu como um oficial pobre e de baixo escalão em 816 ou 817, aos 26 ou 27 anos. Uma Breve Biografia de Li He relata que na hora de sua morte ele foi visitado por uma figura vestida de escarlate que lhe disse que Shangdi o havia convocado para o céu para escrever poesia.